# De Lambikstoempers vzw
De Lambikstoempers vzw is een Belgische bierproeversvereniging uit het Pajottenland en de Zennevallei, ontstaan in 1999 te Lembeek door lokale liefhebbers van lambiekbieren, met hoofdzetel in Halle.
De naam verwijst naar de traditionele stamper die destijds gebruikt werd om suikerklontjes te pletten in (te zure) lambiek, en is gekozen wegens hun geografische band met de lambiekstreek.
Sinds de oprichting is De Lambikstoempers vzw aangesloten bij de nationale bierproeversvereniging Zythos vzw, die de doelstellingen van behoud en promotie van Belgische biercultuur ondersteunt.
De Lambikstoempers zijn ook lid van HORAL, de Hoge Raad voor Ambachtelijke Lambiekbieren, ondermeer organisator van Toer de Geuze, een tweejaarlijks event waarop leden van De Lambikstoempers de officiële HORAL-bussen bemannen en begeleiden.
Met hun combinatie van lokale betrokkenheid, vakkennis en publieksgerichte evenementen vervullen De Lambikstoempers een rol als culturele ambassadeur van de Belgische lambiektraditie.

## Activiteiten

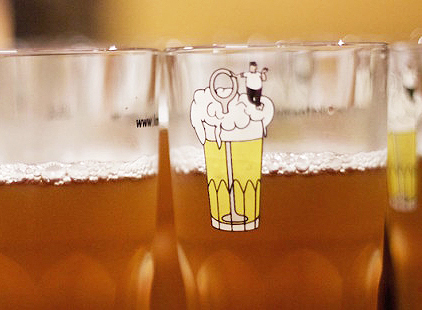
Een Lambikstoempers proefglaasje van 15cl.

De vereniging heeft als doel de Belgische biercultuur – met bijzondere aandacht voor lambiek en geuze – te bewaren en te bevorderen, onder meer door proeverijen, thema-avonden, brouwerijbezoeken, uitstappen en het organiseren van bierfestivals. Jaarlijks worden minstens vier bierproefavonden en vier brouwerijbezoeken georganiseerd.
Hun twee voornaamste evenementen zijn:
1. Lambikstoempers Bierweekend (Streekbierenfestival), georganiseerd sinds 1999, aanvankelijk in CC De Meent en later De Lambiek te Alsemberg, sinds 2024 in CC ’t Vondel te Halle.[4] Traditioneel worden meer dan 100 bieren gepresenteerd aan het grote publiek, van spontane en van niet-spontane gisting.
2. Dag van de Oude Geuze, georganiseerd sinds 2005 in samenwerking met en ter plaatse bij Streekproducten Centrum Halle. Bezoekers kunnen er proeven van een ruime selectie Oude Geuze, Oude Kriek en andere (fruit)lambiekbieren. Dit tweedaagse festival trekt behalve binnenlandse bierliefhebbers ook altijd heel wat bezoekers uit het buitenland.[5]

Een bijzondere activiteit van De Lambikstoempers vzw is de Bezetting van ’t Parlement, sinds 2017 georganiseerd in café ’t Parlement in Halle. De vereniging neemt dan op een zondag – meestal in mei – het café over en presenteert tien streekbieren (van niet-spontane gisting) van kleine, authentieke en/of nieuwe brouwerijen die het grote publiek meestal nog niet kent, maar die volgens hen de moeite waard zijn om te ontdekken.

## Gouden Lambikstoemper
Aan de hand van een ondertussen indrukwekkende lijst van horecazaken, verscheidene criteria én na anoniem plaatsbezoek reiken De Lambikstoempers sinds 2010 jaarlijks een Gouden Lambikstoemper uit aan een horecazaak die naar hun mening op de best mogelijke manier extra aandacht heeft besteed aan lambiekbieren.
Traditiegetrouw wordt de Gouden Lambikstoemper – een kunstige oorkonde voorzien van enige poëzie over lambiek – uitgereikt tijdens de Dag van de Oude Geuze.

## Cuvée Lambikstoemper Oude Geuze

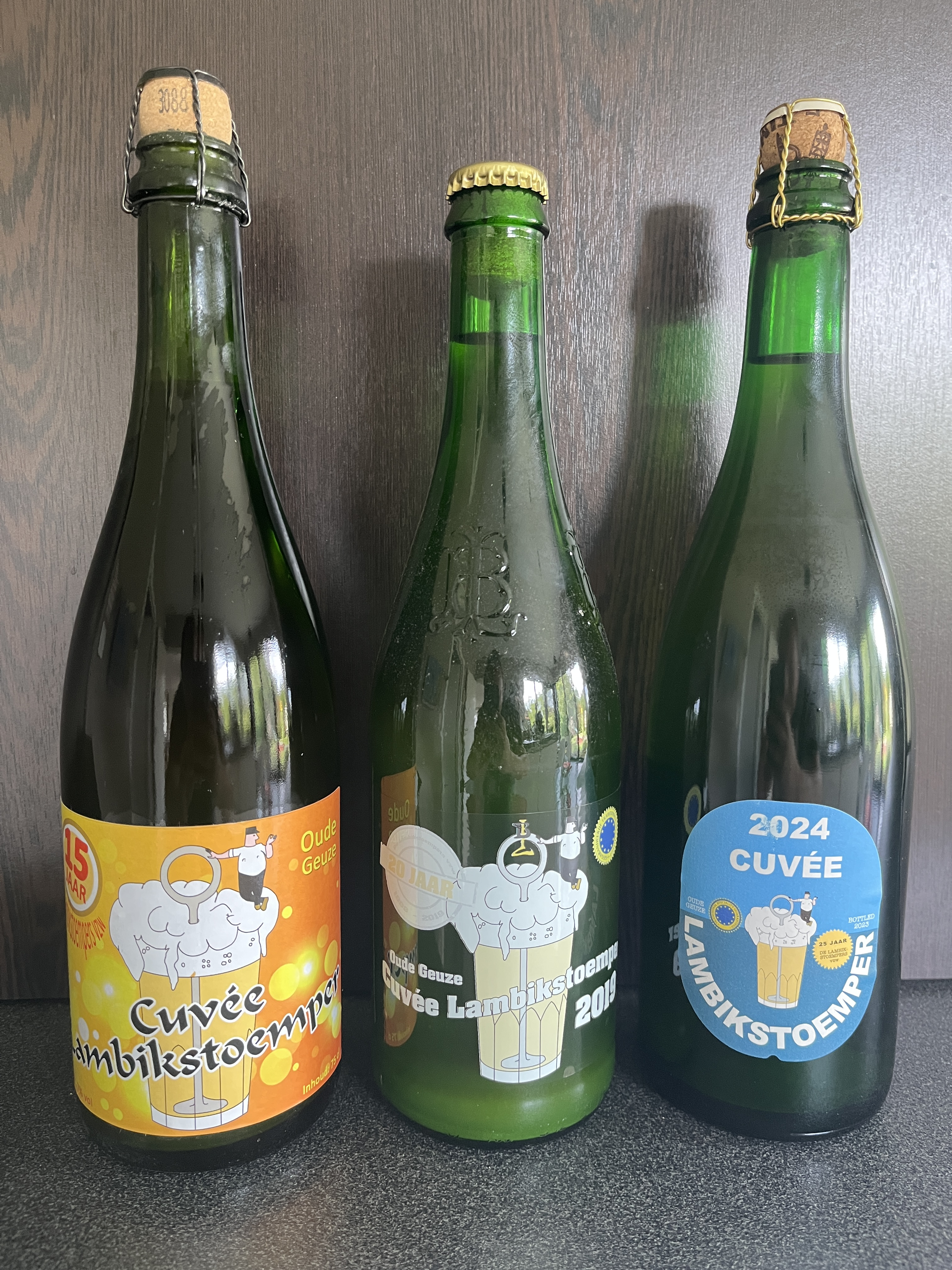
De drie eerste varianten van de Cuvée Lambikstoemper Oude Geuze, van links naar rechts: editie 2014 (gemaakt bij Brouwerij Boon), editie 2019 (gemaakt bij Brouwerij Lindemans) en editie 2024 (gemaakt bij Brouwerij Timmermans).

Om hun vijftiende verjaardag te vieren, besliste De Lambikstoempers vzw om een eigen Cuvée Lambikstoemper Oude Geuze te produceren. Sindsdien herhalen ze dit elke vijf jaar. Intussen werden reeds drie verschillende edities op de markt gebracht, steeds in een beperkte oplage, die steevast erg geliefd zijn bij het (inter)nationale bierpubliek.
1. Cuvée Lambikstoemper 2014 – Oude Geuze, samengesteld bij Brouwerij Boon (Lembeek) door De Lambikstoempers vzw naar aanleiding van hun 15-jarig bestaan. Blend van 6 hl uit foeder nr. 36 (brouwsel W82 van 11/01/2012), 10 hl uit foeder nr. 102 (brouwsel W144 van 24/03/2012) en 4 hl uit foeder nr. 13 (brouwsel W76 van 04/01/2010). De vermenging vond plaats op 20/03/2013, de afvulling op fles op 29/03/2013. Aan het grote publiek voorgesteld op 30/08/2014 tijdens een officiële Academische Zitting in De Lambiek (Alsemberg). Limited Edition, in een oplage van 2.665 flessen van 75cl.[11][12][13]
2. Cuvée Lambikstoemper 2019 – Oude Geuze, samengesteld bij Brouwerij Lindemans (Vlezenbeek) naar aanleiding van het 20-jarig bestaan van de De Lambikstoempers vzw. Blend van 12,5 hl uit foeder 1007 (brouwsel van 14/11/2014), 6,25 hl uit foeder 1009 (brouwsel van 10/03/2017) en 6,25 hl uit foeder 1215 (brouwsel van 20/02/2017). De samenstelling vond plaats op 12/04/2018, de afvulling op fles op 11/05/2018. Aan het grote publiek voorgesteld op 24/08/2019 tijdens het 20ste Lambikstoempers Bierweekend. Limited Edition, in een oplage van 3.000 flessen van 75cl.[14][15][16]
3. Cuvée Lambikstoemper 2024 – Oude Geuze, samengesteld bij Brouwerij Timmermans (Itterbeek) naar aanleiding van de 25ste verjaardag van De Lambikstoempers vzw. Blend van 40% lambiek uit foeder 4 (brouwsel 10/05/2023), 22,5% uit pijp 214 (brouwsel 26/03/2020), 24,2% uit foeder 20 (brouwsel 11/11/2019) en 13,3% uit een Pinot Gris vat (brouwsel 24/03/2022). Geblend op 21/09/2023, afgevuld op fles in december 2023 en officieel voorgesteld in het Brouwershuis op de Grote Markt in Brussel op 01/06/2024. Limited Edition, in een oplage van 2.556 flessen van 75cl.[17][18]

## Trivia
- Verschillende leden van (het bestuur van) De Lambikstoempers vzw speelden een figurantenrol in de aflevering ‘Proost’ van F.C. De Kampioenen, seizoen 17 (2006-2007), aflevering 11[19], waarin Xavier op bevel van Carmen deelneemt aan een bierproefwedstrijd rond Trappistbieren.
- Brouwerij Duvel Moortgat bracht in 2010 haar Duvel Tripel Hop (uit 2007) opnieuw op de markt na een weddenschap met De Lambikstoempers. Als de bierproeversvereniging erin slaagde om 10.000 vrienden bijeen te krijgen op de Facebookpagina Wij willen Duvel Tripel Hop dan beloofde de brouwerij het bier opnieuw eenmalig te maken. En zo geschiedde.[20][21][22]
- Op 25 februari 2025 werd De Lambikstoempers vzw bekroond met een Prijs van de Beer Awards Ambassadors tijdens het Beer Awards Digitaal Festival #BADF24, waarmee zij bekroond werden als Beste Admbassadeurs van de Belgische Biercultuur.[23][24]